# Paul Westerberg
Pour les articles homonymes, voir Westerberg.
Paul Westerberg est un chanteur et musicien américain né le 31 décembre 1959 à Minneapolis.
Membre de The Replacements, un groupe de rock alternatif des années 1980, il s'est lancé dans une carrière solo après la dissolution de ce groupe.